# 印第安人花園 (亞利桑那州)
印第安人花園（英語：Indian Gardens）是位於美國亞利桑那州可可尼諾縣的一個非建制地區。該地的面積和人口皆未知。

## 地理
印第安人花園的座標為34°54′50″N 111°43′38″W / 34.91389°N 111.72722°W，而該地的平均海拔高度為1403米（即4603英尺）。